# Ugo Crivelli
Ugo Crivelli (* 4. November 1923 in Ligornetto; † 20. November 1998 in Cortaillod) war ein Schweizer Maler, Kupferstecher und Bildhauer. Sein Werk umfasst zudem Illustrationen, Glasmalerei und Reliefs.

## Leben und Werk
Ugo Crivelli besuchte von 1946 bis 1948 die Malateliers von Étienne Tach (1893–1964) und Charles Baurraud (1897–1997) in Cortaillod. Anschliessend war er von 1949 bis 1953 Schüler bei Georges Dessouslavy an der Kunstschule in La Chaux-de-Fonds. Zudem arbeitete er in den Ateliers des Malers, Kupferstechers und Illustrators Marcel North und des Malers und Lithografen Lucien Schwob (1895–1985).
Crivelli erhielt 1970 den Museumspreis (Musée des Beaux-Arts de La Chaux-de-Fonds) für Gravuren in La Chaux-de-Fonds.
Ab 1949 führte er mehrere monumentale Werke aus, so 1962 die Buntglasfenster für die Kapelle von Cortaillod und 1976 ein Obelisk für das Kongresshaus in Lugano. Zudem schuf er Reliefs für die Schule in Cortaillod und für die Universität Neuenburg.
Crivelli erhielt 1957 und 1959 ein Eidgenössisches Kunststipendium. Er war Mitglied der Sektion Neuenburg der GSMBA und stellte seine Werke in Gruppenausstellungen aus.